# 小早川済瑠
小早川 済瑠（こばやかわ わたる、1981年8月21日 - ）は、日本のレーシングドライバー。広島県出身。
2002年にフォーミュラ・トヨタのシリーズチャンピオンを獲得。2003年にはスカラシップにより、トムスからの参戦で全日本F3選手権にステップアップしている。

## レース戦績
- 2001年 - フォーミュラ･トヨタ（シリーズ6位）
- 2002年 - フォーミュラ･トヨタ（シリーズチャンピオン）
- 2003年 - 全日本F3選手権（TOM'S #8 ESSO トムスF302／ダラーラF302･トヨタ3S-GE）（シリーズ11位）
- 2004年
  - 全日本F3選手権（NOW MOTOR SPORT #32 DeoDEO･SSR･F106／ローラ童夢F106/03･トヨタ3S-GE）（シリーズ12位）
  - 十勝24時間レース･グループNプラス（#36 FTRS SPIRIT ALTEZZA）（総合21位･クラス4位）
- 2006年 - 全日本F3選手権（Rd.9～10 #74 EMS F306／ダラーラF306･トヨタ3S-GE）（シリーズ16位）